# Gilles le Clercq
Gilles le Clercq (Doornik, ca. 1530 – na 1567) was een Zuid-Nederlands rechtsgeleerde, pamfletschrijver en geus. Als algemeen secretaris van de calvinistische beweging in de Nederlanden was hij onder de initiatiefnemers voor het Eedverbond der Edelen. In Antwerpen leidde hij het Verbond der Consistoriën en het Verbond der Kooplieden. Hij was een vertrouwensman en secretaris van Lodewijk van Nassau. 

## Leven
Gilles was een zoon van de Doornikse proost Nicolas le Clercq. Aan de Leuvense universiteit behaalde hij een licentiaat in de rechten. Waar zijn broer Jacques katholiek bleef, hing hij het calvinisme aan. Hij was vermoedelijk de eerste secretaris van de églises wallonnes en ook in de Antwerpse kerkenraad woog zijn stem zwaar. 
Op uitnodiging van Jan van Marnix was Le Clercq in augustus 1565 aanwezig op een vergadering met Nicolas de Hames en Lodewijk van Nassau te Spa. Ze planden het Eedverbond der Edelen, waarbij Le Clercq voor stedelijke steun moest instaan. Daarna reisde hij via Sedan, waar hij een ontmoeting had met Guido de Brès, naar Genève, om in dit calvinistische hoofdkwartier steun te vragen voor het idee om door een gemeenschappelijke geloofsbelijdenis de Duitse lutheranen aan hun kant te krijgen. Le Clercq botste op een njet van Theodorus Beza, maar passeerde niettemin nog langs Augsburg.
In december 1565 werden in Antwerpen scherpe pamfletten tegen de regering verspreid, waarvan Le Clercq de auteur schijnt te zijn geweest. Namens het consistorie van Antwerpen bezocht hij in januari 1566 de calvinistische keurvorst Frederik III van de Palts, om hem ertoe te bewegen tussen te komen bij landvoogdes Margaretha van Parma. Op 10 februari was hij in Augsburg voor de Rijksdag – die hij weliswaar zelf niet kon bijwonen – met hetzelfde verzoek. Op 13 maart was hij op het Gelmelslot in Hoogstraten voor overleg tussen het Eedverbond en de hoge adel. 
Met Nicolas du Bar sloot hij op 10 mei een contract voor het drukken van het pamflet Remonstrance in 1500 Franse en 2000 Nederlandse exemplaren. De tekst stelde dat de plakkaten in strijd waren met het Brabants constitutionalisme en deed een beroep op het recht van ongehoorzaamheid in de Blijde Inkomst. De auteur verdedigde het idee van godsdienstvrijheid. Op 15 juli was hij op de vergadering van het Eedverbond in Sint-Truiden. Bij het uitbreken van de Beeldenstorm in augustus 1566 was hij in Doornik, Armentières en Brussel. In het calvinistische ondernemersmilieu zamelde hij geld voor de gewapende opstand, die steeds dichterbij kwam. Ook het driemiljoenguldenrekest, dat hij vermoedelijk opstelde en waarvoor hij zich inzette, moet allicht in dat licht worden bekeken, want de initiatiefnemers zullen zich weinig illusies hebben gemaakt dat ze het geweten van koning Filips II van Spanje in geloofszaken zouden kunnen afkopen. In oktober werd hij officieel de secretaris van Lodewijk van Nassau.
Op 1 december, terwijl het net zich sloot rond Valencijn, was hij op de synode van Antwerpen, die besloot in opstand te komen en Willem van Oranje als leider te aanvaarden, als hij het katholicisme de rug toekeerde. Daarna voerde hij overleg met Oranje, Lodewijk van Nassau en Hendrik van Brederode in Vianen en Amsterdam. Ze stuurden hem weer naar Antwerpen om de consistorie te overreden de Augsburgse Confessie te aanvaarden, omwille van de Duitse lutheranen.
In januari 1567 was Le Clercq op de bijeenkomst van Breda. Met Jan van Marnix stelde hij het derde Smeekschrift der Edelen op. Daarna nam hij deel aan de expeditie van Jan van Marnix tegen Walcheren: op 1 maart scheepte hij in met Pieter Haeck om lokale calvinisten ertoe aan te sporen de Walcherse steden in opstand te brengen. De onderneming liep op niets uit. Op 13 maart was hij in het geuzenkamp van Oosterweel, toen dat werd overvallen en vernietigd. Hij ontsprong de slachting en vluchtte naar Duitsland. Op 13 juni schreef hij zich in aan de Universiteit van Heidelberg. Door toedoen van de regeringsspion Gilles Joly, die zijn vertrouwen won, werden in juli weggeborgen papieren van Le Clercq gevonden in Doornik en Brussel. Landvoogdes Margaretha schreef erover naar koning Filips II en noemde Le Clercq ietwat overdreven "de leider van alle troebelen". Hij werd aangehouden in Mainz, maar blijkbaar viel hij niet onmiddellijk in handen van Alva. Op 19 november 1568 veroordeelde de Raad van Beroerten hem bij verstek tot eeuwige verbanning en verbeurdverklaring van goederen. Daarna zwijgen de bronnen.

## Publicaties
- Remonstrance au roy d'Espagne sur la requeste n'agueres presentee par la noblesse du Païs Bas, à Madame la Duchesse de Parme, Regente, etc. par laquelle sont amplement desduits les griefs en inconveniens provenants de l'inquisition et placars, establis sur le faict de la religion esdits païs (1566)
- Remonstrance ofte vertoogh aen den grootmachtigen Coninck van Spaengen […] in de welcke verhaelt en verclaert zijn de lasten ende inconvenienten rijsende uut der Inquisitie ende placaten (1566)

## Voetnoten
1. ↑  Pieter Serrien, In opstand! Geuzen in de Lage Landen, 1565-1578, 2022, p. 31. ISBN 9789464103182
2. ↑  P.A.M. Geurts, De Nederlandse Opstand in de pamfletten 1566-1584, 1956, p. 21. Gearchiveerd op 8 december 2022.
3. ↑  Volgens A.A. van Schelven (1918), gevolgd door Van der Lem, werd hij op 8 oktober 1566 secretaris van Horne. Voor het gegeven dat hij die maand daarentegen officieel in dienst trad van Lodewijk, zie: Pieter Serrien, In opstand! Geuzen in de Lage Landen, 1565-1578, 2022, p. 106. ISBN 9789464103182
4. ↑  Pieter Serrien, In opstand! Geuzen in de Lage Landen, 1565-1578, 2022, p. 125. ISBN 9789464103182
5. ↑  B.A. Vermaseren, "Geschiedenis en bibliografie: de te Vianen gedrukte ‘concordantie’ tussen Lutheranen en Calvinisten te Antwerpen (dec. 1566)" in: De Gulden Passer, 1991, p. 131. Gearchiveerd op 8 december 2022.
6. ↑  Pieter Serrien, In opstand! Geuzen in de Lage Landen, 1565-1578, 2022, p. 148. ISBN 9789464103182
7. ↑  des escriptures appartenans à un nommé maistre Gilles le Clercq de Tournay, principal secrétaire du conte Loys, et directeur de tous ces troubles
8. ↑  Vonnis afgedrukt in Alexandre Pinchart (ed.), Mémoires de Pasquier de le Barre et de Nicolas Soldoyer, vol. I, 1859, p. 240-242. Gearchiveerd op 13 juli 2023.